# Bariumsulfid
Bariumsulfid (BaS) ist das Sulfid des Bariums.

## Gewinnung und Darstellung
Bariumsulfid wird aus Bariumsulfat (Schwerspat) hergestellt; dazu wird BaSO4 mit Kohlenstoff bei 1000 °C im Drehrohrofen zu BaS reduziert:
{\displaystyle \mathrm {BaSO_{4}+2\ C\rightarrow BaS+2\ CO_{2}} }
Bariumsulfid hoher Reinheit lässt sich in kleinen Mengen durch Erhitzen von Bariumcarbonat bei etwa 1000 °C in  einem genügend starken Strom von Schwefelwasserstoff und Wasserstoff gewinnen.
{\displaystyle \mathrm {BaCO_{3}+H_{2}S\longrightarrow BaS+H_{2}O+CO_{2}} }

## Eigenschaften

### Physikalische Eigenschaften
Bariumsulfid ist ein farbloser bis grauer Feststoff, der an Luft leicht oxidiert und sich bei Feuchtigkeit zersetzt. Es kristallisiert kubisch in der Natriumchlorid-Struktur mit einem Gitterparameter von a = 6,39 Å und vier Formeleinheiten pro Elementarzelle. Unreines Bariumsulfid phosphoresziert nach Lichteinwirkung. Das wurde 1602 in Bologna entdeckt (Bologneser Leuchtstein) durch Vincentio Casciorolo und erregte damals große Aufmerksamkeit bei Alchemisten. Da die Entdeckung vor der des Phosphors erfolgte, ist dies die erste Beobachtung von Phosphoreszenz.

### Chemische Eigenschaften
Bariumsulfid setzt bei Säureeinwirkung Schwefelwasserstoff frei:
{\displaystyle \mathrm {BaS+2\ H^{+}\rightarrow Ba^{2+}+H_{2}S\uparrow } }

## Verwendung
Bariumsulfid wird zur Herstellung von Bariumsalzen verwendet. Dabei wird es mit Säuren zu den entsprechenden Salzen umgesetzt. Beispiel:
{\displaystyle \mathrm {BaS+2\ HCl\rightarrow BaCl_{2}+H_{2}S\uparrow } }